# Allacta bimaculata
Allacta bimaculata är en kackerlacksart som beskrevs av Bei-Bienko 1969. Allacta bimaculata ingår i släktet Allacta och familjen småkackerlackor. Inga underarter finns listade i Catalogue of Life.